# Stenus heeri
Stenus (Tesnus) heeri – gatunek chrząszcza z rodziny kusakowatych i podrodziny myśliczków (Steninae).

## Taksonomia
Gatunek ten został opisany w 1854 roku przez Thomasa Vernona Wollastona w jego Insecta maderensia. Lokalizację typową stanowi Cruzinhas.

## Opis
Odległość od przedniej krawędzi labrum do wierzchołka pokryw wynosi od 1,4 do 1,6 mm, długość szwu pokryw od 148 do 185 чm, a rozmiar edeagusa od 445 do 535 чm. Środkowy płat edeagusa z krótkim żeberkiem po stronie brzusznej. Ciało bardziej błyszczące niż u S. ruivomontis.

## Ekologia
Myśliczek ten szczególnie często odławiany jest na stanowiskach wrzośca drzewiastego, Vaccinum padifolium i kolcolistu zachodniego. W niektórych miejscach współwystępuje ze Stenus ossium.

## Rozprzestrzenienie
Gatunek endemiczny dla portugalskiej Madery. Spotykany w północno-zachodniej, północnej i północno-wschodniej części wyspy.